# Ctenosaura praeocularis
Ctenosaura praeocularis là một loài thằn lằn trong họ Iguanidae. Loài này được Hasbún & Köhler mô tả khoa học đầu tiên năm 2009.